# NGC 5754
NGC 5754 est une galaxie spirale barrée située dans la constellation du Bouvier. Sa vitesse par rapport au fond diffus cosmologique est de 4 546 ± 11 km/s, ce qui correspond à une distance de Hubble de 67,1 ± 4,7 Mpc (∼219 millions d'al). NGC 5754 a été découverte par l'astronome germano-britannique William Herschel en 1787.

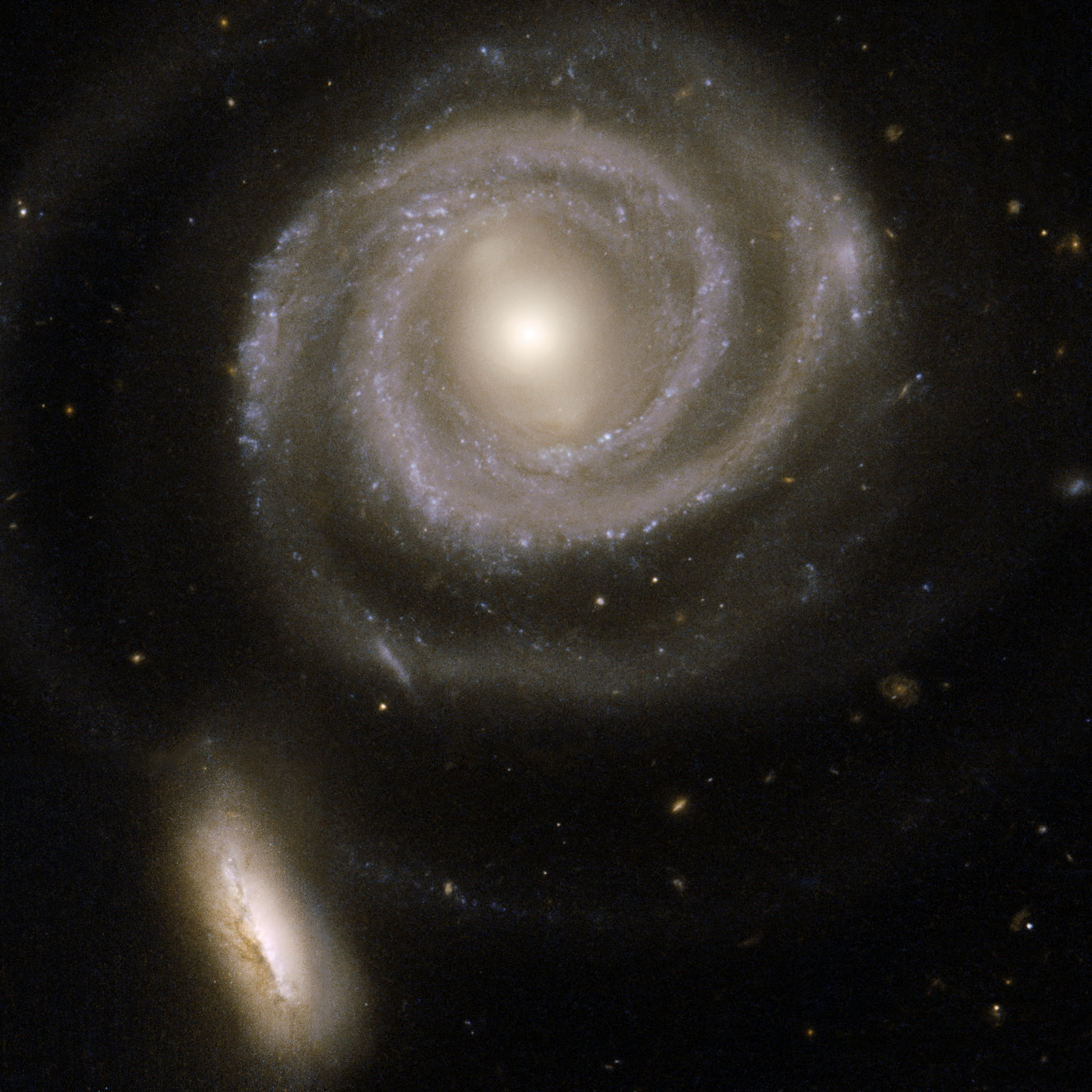
NGC 5752 et NGC 5754 (en haut) par le télescope spatial Hubble.

La classe de luminosité de NGC 5754 est II et elle présente une large raie HI. Selon la base de données Simbad, NGC 5754 est une radiogalaxie.
En raison d'une brillance de surface égale à 14,39 mag/am2, on peut qualifier NGC 5754 de galaxie à faible brillance de surface (LSB en anglais pour low surface brightness). Les galaxies LSB sont des galaxies diffuses (D) avec une brillance de surface inférieure de moins d'une magnitude à celle du ciel nocturne ambiant.
Selon Abraham Mahtessian, NGC 5754 et UGC 9473 forment une paire de galaxies. Notons cependant que Mahtessian utilise une malheureuse et non conventionnelle abréviation pour désigner cette galaxie, soit 1439+3904. Il s'agit en réalité de CGCG 1439.5+3904 dont une autre désignation est UGC 9292.

## Arp 297
L'image dans l'atlas des galaxies particulières de Halton Arp montre quatre galaxies (NGC 5752 à NGC 5755), aussi plusieurs références incluent ces quatre galaxies dans Arp 297. Cependant, les notes d'Arp révèlent clairement qu'il ne considérait que deux galaxies, soit NGC 5752 et NGC 5754. Selon E.L. Turner, les galaxies NGC 5752 et NGC 5754 forment une paire de galaxies rapprochées. La distance de Hubble de NGC 5752 est égale à 69,06 ± 4,84 pc, ce qui est comparable à celle de NGC 5754. Considérant les incertitudes de ces distances, il est probable que ces deux galaxies forment une paire réelle.

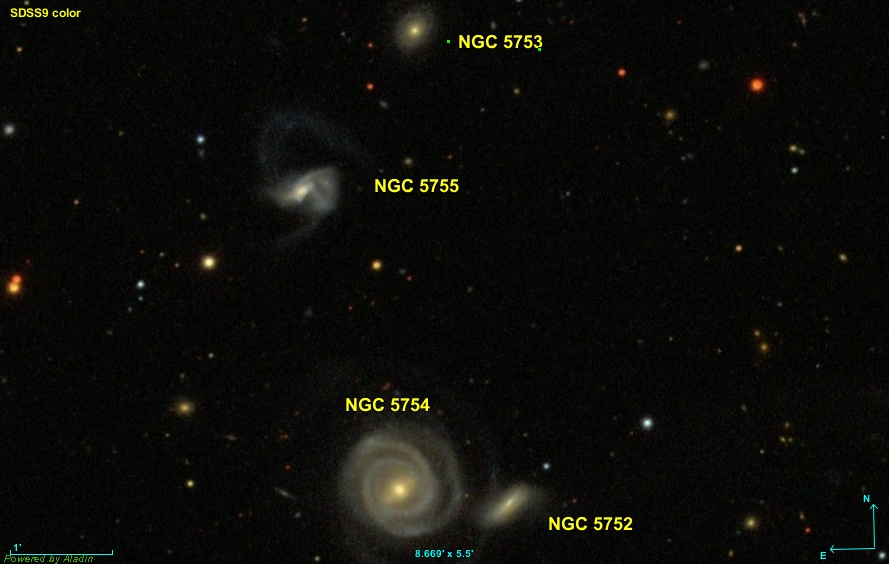
Arp 247 ne comprend que les galaxies NGC 5754 et NGC 5754.

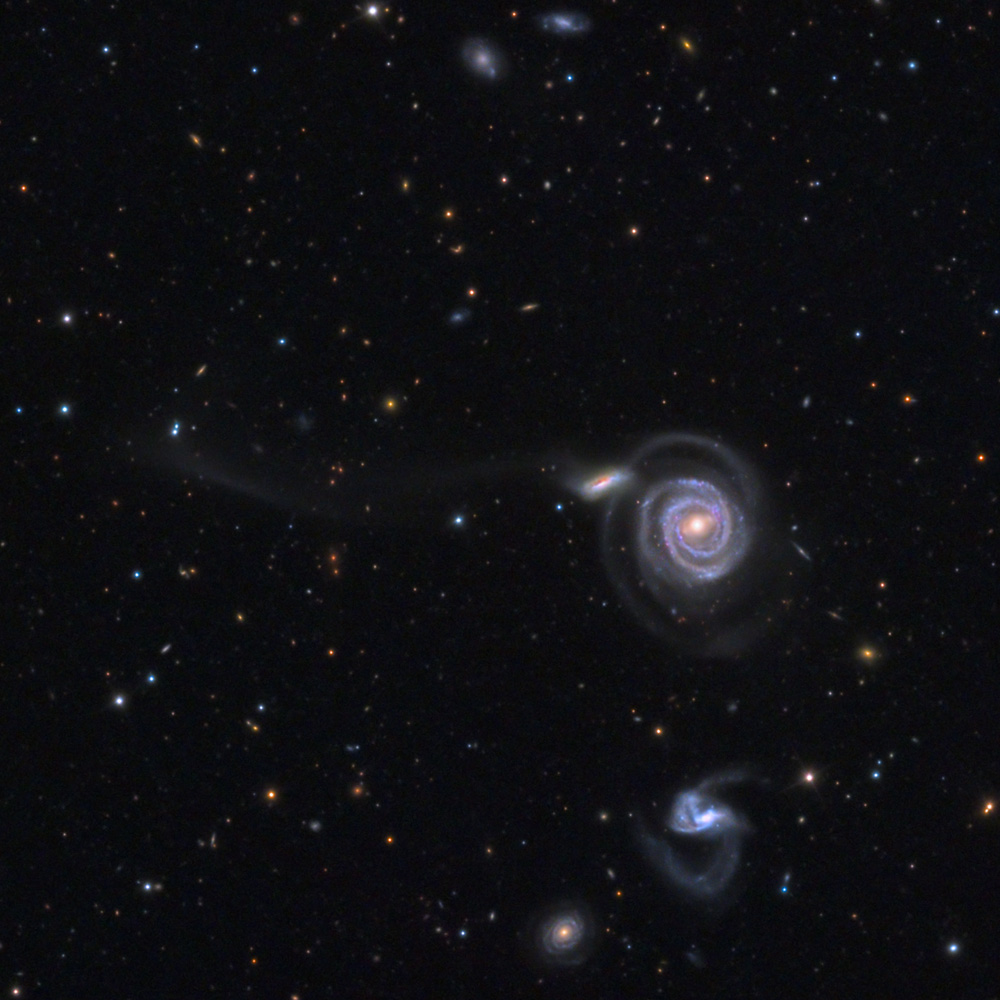
NGC 5752, NGC 5753, NGC 5754 et NGC 5755 par Adam Block (Observatoire du mont Lemmon/Université de l'Arizona).